# John Pairman Brown
John Pairman Brown (* 1923; † 5. April 2010) war ein US-amerikanischer biblischer Archäologe. Er hat sich unter anderem mit den Beziehungen zwischen Griechenland und Palästina beschäftigt.

## Werke (Auswahl)
- Ancient Israel and ancient Greece. Religion, politics, and culture. Fortress Press, Minneapolis, Minn. 2003, ISBN 0-8006-3591-4
- The displaced person’s almanac (1962)
- Israel and Hellas. De Gruyter, Berlin

1. Israel and Hellas (Beihefte zur Zeitschrift für alttestamentliche Wissenschaft; 231). 1995, ISBN 3-11-014233-3
2. Sacred institutions with Roman counterparts (Beihefte zur Zeitschrift für alttestamentlich Wissenschaft; 276). 2000, ISBN 3-11-016434-5
3. The legacy of Iranian imperialism and the individual (Beihefte zur Zeitschrift für alttestamentliche Wissenschaft; 299). 2001, ISBN 3-11-016882-0.

- The Lebanon and Phoenicia. Ancient texts illustrating their physical geography and native industries. Amerikanische Universität Beirut, Beirut

1. The physical setting and the forrest. 1969

- The liberated zone. A guide to Christian resistance. SCM Press, London 1970.
- Planet on strike (1970)
- To a sister on Laurel Drive (1971)
- The Mediterranean Seer and Shamanism IN: Zeitschrift für die Alttestamentliche Wissenschaft, 93. Band (1981) p. 374–400

| Personendaten    | Personendaten                           |
| ---------------- | --------------------------------------- |
| NAME             | Brown, John Pairman                     |
| KURZBESCHREIBUNG | US-amerikanischer biblischer Archäologe |
| GEBURTSDATUM     | 1923                                    |
| STERBEDATUM      | 5. April 2010                           |